# Décompression orbitaire
La décompression orbitaire est la chirurgie correctrice de l'exophtalmie. Elle consiste à faire de la place dans l'orbite en enlevant de l'os et faire rentrer les yeux dans les orbites. Il s'agit d'un traitement courant pour la maladie oculaire thyroïdienne.